# Jazovir Săedinenie
Jazovir Săedinenie (bulgariska: Язовир Съединение) är en reservoar i Bulgarien. Den ligger i regionen Tărgovisjte, i den nordöstra delen av landet, 270 km öster om huvudstaden Sofia. Jazovir Săedinenie ligger 180 meter över havet.